# 碧南市パチンコ店長夫婦殺害事件
碧南市パチンコ店長夫婦殺害事件（へきなんし パチンコてんちょうふうふ さつがいじけん）とは、1998年（平成10年）6月28日夜から6月29日未明にかけ、愛知県碧南市油渕町4丁目の民家で発生した強盗殺人事件。
事件現場となった民家に住んでいた男性X（当時45歳・パチンコ店店長）と妻Y（当時36歳）が、自宅で男3人組によって殺害され、現金などを奪われた。
本事件の加害者のうち、犯行を主導したとされる堀慶末（ほり よしとも）（本事件当時23歳）ら2人は、2006年（平成18年）6月20日にも同県名古屋市守山区脇田町の民家で高齢女性（当時69歳）を襲い、金品を奪う強盗殺人未遂事件（守山事件）を起こした。また、堀はインターネット上の闇サイトで知り合った別の男2人と共謀し、2007年（平成19年）8月24日深夜に名古屋市千種区内で帰宅途中の会社員女性（当時31歳）を拉致・殺害した強盗殺人事件（闇サイト殺人事件）を起こした。
堀は闇サイト事件の刑事裁判で2012年（平成24年）7月18日に無期懲役が確定したが、その翌月（2012年8月）に本事件（強盗殺人事件）の被疑者として、翌2013年（平成25年）1月に守山事件（強盗殺人未遂事件）の被疑者として逮捕された。堀はそれらの事件の被告人として、住居侵入罪および強盗殺人罪（本事件）、強盗殺人未遂罪（守山事件）で起訴され、2019年（令和元年）に死刑が確定。また、共犯者2人は無期懲役が確定した。

## 事件経緯

### 事件前
加害者3人はいずれも事件当時、名古屋市内に居住し、外装関係の同じ職場で働いていた。
事件を主導したとされる堀は、1998年（平成10年）5月ごろ、兄の経営する会社の名義で購入した車のローン代金の支払いや、消費者金融からの借金の返済に充てる資金を必要としたことから、閉店後のパチンコ店から現金を強奪することを企てた。しかし、それまで出入りしたことのないパチンコ店を下見しようとしたものの、「1人では実行は難しいかもしれない」と思った。そこで、仕事仲間である男A（本名のイニシャルは「S・H」。事件当時21 - 22歳）の存在を思い出し、「自分に対し、過去に犯罪歴がある旨を話しており、覚醒剤を使っているAなら、強盗を手伝ってくれるだろうし、もし断られても口外しないだろう」と考えたため、Aに「パチンコ店の売上を奪おうと思っているが、一緒にやらないか」と持ちかけ、犯行に誘い入れた。その上で、堀とAはパチンコ店をいくつか回り、本事件の被害者である男性X（当時45歳）が店長を務めていたパチンコ店（尾張旭市）に目をつけ、ともにビニール紐・軍手などを準備して強盗の機会を窺った。しかし、当時は複数の従業員が店内に残っており、実行には至らなかった。
その後、堀は自分と旧知の仲であり、Aの同僚でもある男B（本名のイニシャルは「H・T」。事件当時28 - 29歳）も誘って仲間に引き入れ、下見を繰り返したが、同店は月曜日が定休日であることや、その前日である日曜日の営業を終えるとXは帰宅することを把握。「店に侵入するより、Xを脅して店の鍵や金庫などを奪い、（店内の）売上金を手に入れた方が早い」と考え、日曜日の夜にXを尾行し、自宅（碧南市内）を突き止めた。その上で、堀は決行前の昼間にX宅を下見し、周囲の状況を把握したほか、電話帳でX宅の電話番号を調べ、アンケート調査を装って電話を掛け、家族構成を調べるなどした。X宅の家族構成は、Xとその妻Y（当時36歳）、長男（当時8歳・小学3年生）、次男（同6歳・小学1年生）の4人家族だった。また、X一家は事件当時、国内では珍しい逆輸入車（レクサス）に乗ったり、水上バイクを所有するなど、地域でも裕福な家庭として知られていた。
その結果、堀は、3人で犯行計画を話し合い、「在宅しているXの妻Yに対し、『Xの知り合いだ。暴力団に追われているので、匿ってほしい』と言って家に上げてもらい、Xの帰宅を待ち伏せる。そして帰宅したXを襲い、店や金庫の鍵などを奪った上で、店内への侵入方法（セキュリティの解除方法）などを訊き出し、堀とAが店に行って売上金を奪う。その間、BはX一家を見張る」という計画を立てた。

### 事件当日
堀・A・Bの3人は、Xと妻Y（当時36歳）から金品を強奪することを企て、事件当日（1998年6月28日）正午過ぎ、Bの運転する車（トヨタ・クラウン）で碧南市方面へ向かい、X宅（愛知県碧南市油渕町4丁目28番地1）から徒歩10 - 15分ほどの場所に駐車。トランクの中から包丁・粘着テープ・ビニール紐・軍手・帽子を取り出して犯行の準備を行ったほか、近隣住民に怪しまれないよう、偶然積んであったBの釣り道具（ポリバケツと釣り竿）を持って釣り人を装い、X宅に向かった。
1998年6月28日16時30分ごろ、3人は被害者X宅を訪問。堀がインターホンを鳴らしたが、応答がなかったため、3人は無施錠の玄関から侵入した。当時、3人は現場に指紋を残さないよう、軍手などを嵌めていたが、顔を覆面やマスクなどで隠してはいなかった。
堀が2階に上がったところ、夫婦の寝室にYがおり、堀と目を合わせたYは小さな悲鳴を上げたが、堀はYの口を軍手を嵌めた手で塞ぎ、「騒がないでくれ。静かにしてくれ。旦那（X) の知り合いだ」と言った。その後、堀はA・Bとともに、Yに対し「Xとはパチンコ店の関係で知り合った。暴力団から追われているので、匿ってほしい」と申し向け、1階のリビングにいた夫婦の子供2人をBに見張らせ、AとともにYを連れて同階の和室に移動した。その後、Yは堀たちに夕食や酒・つまみを提供したが、Yが夕食の支度をするため台所に向かった際、堀もYについていくなどした。また、堀らはYとともに飲食したが、軍手などは嵌めたままだった。
この間、Yは堀たちに対し「ヤクザに追われているのなら、旦那に相談するより、（現場）近くの交番に相談した方が良いのではないか？」「自分の親戚に警察官がいるから、連絡してあげても良い」と勧めた。しかし、堀は事件の発覚を恐れ、交番の位置を確認しに行くため、リビングにいたBからクラウンの鍵を受け取り、X宅を出た。堀は交番の位置を確認した後、大きな河川の堤防道路（X宅から徒歩5分ほど）にクラウンを移動し、（X宅を出てから）約1時間後にX宅に戻ったが、その間（20時過ぎごろ - 23時23分ごろ）にAが単独もしくはBとともに2人で、Yの首に紐状の物を巻きつけ、強く引っ張るなどしてYを絞殺した。
その後、堀はAとBに対し、居宅内を物色するように言い、3人で手分けして金目の物を探した。BがYの財布を見つけ、3人で中にあった現金（約60,000円）を分けたほか、堀はYの死体が横たわったまま放置されていた和室内を物色し、押し入れ内にあった金庫を見つけた。その後、堀たちはYの死体を和室に放置したまま、Xの帰宅を待ち受けた。Xは翌日（6月29日）1時頃に帰宅した直後、Yの死体を発見し、2階で寝ていた長男を起こして「お母さんが死んでいるかもしれないから、110番する」などと言って1階に下りたが、リビングに向かう途中、洗面所に隠れていた堀らに襲われた。堀は同日1時ごろ、単独か、またはAもしくはBとともに、Xの首に紐様の物を巻きつけて強く絞めつけるなどし、Xを絞殺した。そして、Xが所有していた鍵束1個、Xが着用していたブレスレットのほか、和室で発見した金庫を持ち出して奪った。

### 夫婦殺害後
その後、堀たち3人はX・Y夫婦の遺体の処分方法について話し合い、できる限り事件発覚を遅らせるため、遺体を遺棄することを決めた。まず、2人の遺体をXが使用していた自動車（三河ナンバーの白いレクサス）のトランクに押し込み、飲食で使用した箸・グラスや煙草の吸殻などをドラムバッグに入れ、X宅から持ち去ったが、枝豆やその殻、（Yから夕食として振る舞われた）ハンバーグの皿はそのまま残していた。その理由について、堀は自著 (2019) で「1998年当時は、現在ほどDNA型鑑定のことが知られておらず、自分も『絶対にDNAを残したくない』というほど気にはかけていなかった。煙草の吸殻を持ち帰ったのは、DNAよりも指紋を気にしたためだろう」と回顧しているが、その枝豆の皮に付着していた唾液のDNA型が事件解決の鍵となった。
その後、3人は2人の遺体を積んだXのレクサスに金庫も積み込み、3人ともそのレクサスに乗車して、堀の運転でBのクラウンを駐車していた堤防道路へ移動。奪った金庫をクラウンに積み替え、2台の車に分乗し、同県高浜市湯山町4丁目の路上（愛知県営葭池住宅内の袋小路）に、2人の遺体を積んだレクサスを放置した。
そして、3人はBのクラウンでパチンコ店に向かい、堀とAがXから奪った鍵を使って出入り口を解錠しようとしたが、開けることができず、店内の現金を盗むことは断念した。また、3人はAの家でバールを使って金庫をこじ開け、中身を調べたが、銀行の通帳1冊しか入っておらず、堀が得られたものは現金1万数千円ほどとブレスレットだけだった。

## 本事件後の余罪

### 守山事件
堀は碧南事件の直後に妻と離婚し、その後は四兄の下で外壁工事を手伝っていたが、2006年（平成18年）6月ごろには兄との確執や腰痛の悪化により、仕事をしなくなった。守山事件の現場となった女性Z宅（名古屋市守山区脇田町）は、2004年（平成16年）ごろに新築されたが、堀は四兄の下でその外壁工事に携わっており、「Z宅は高齢女性の1人暮らしで、金銭的に余裕がありそうだ」と考え、Aに対し、Z宅へ強盗に入ることを提案した。
2006年7月20日12時20分ごろ、堀とAは強盗目的で、Aの軽自動車により、女性Z（当時69歳）が1人で暮らしていた住宅を訪問。強盗の目的を伏せ、実際に同宅の新築工事を行った建築業者の名を騙り、定期点検を装って玄関から侵入した。そして、堀がウッドデッキに出たり、浴室に入ったりして点検のふりをした後、玄関付近でZを脅迫して寝室に連れて行き、顔・首にガムテープを巻き付けたほか、AにZの見張りをさせて部屋を物色し、金庫を見つけた。その上で、堀はAに車を取りに行かせ、AにZの首を細い紐状の物で3 - 5分間にわたって絞め、意識を失わせた上で、金庫などを軽自動車に積み込んで逃走した。しかしその後、堀はZ宅に持ち込んだ書類を置き忘れたことに気づき、「もしそれを現場に残しておけば、自分たちが犯人であることが露見する」と恐れ、それを取りに戻っている。その上で、堀とAはA宅でバールを用いて金庫をこじ開けたり、奪ったキャッシュカードでATMから金銭を引き出そうとしたりした後、再びZ宅に戻ろうとしたが、その時点では既に警察官が到着していたため、引き返した。
このようにして、堀とAはZの所有していた現金約25,000円および耐火金庫など12点（時価合計約380,000円相当）を強奪し、Zの首や肩に重傷を負わせた。犯行後、堀はZから奪った貴金属類を、Aは現金十数万円をそれぞれ自身の取り分とした。堀は被害者宅から奪ったブランド物の財布や貴金属などを質入れして換金したほか、残ったネックレス1個を当時同居していた女性にプレゼントしていた。
事件後、Zは気絶していたが、14時ごろに隣人に助けを求め、隣人が110番通報した。守山警察署は当時、本事件を強盗致傷事件として捜査していたが、後に堀については強盗殺人未遂罪に切り替えられ、堀とAはともに本事件と併せて起訴されている。

### 闇サイト殺人事件
守山事件後の2007年（平成19年）3月、堀は同居女性から440万円の借金を背負い、同居を解消。その後、堀は（インターネット上の闇サイトで知り合った）A・Bとは別の男2人と共謀し、同年8月24日深夜、名古屋市千種区春里町の路上で、帰宅途中の女性（当時31歳）を拉致して自動車内に監禁し、同県愛西市内佐屋町の駐車場内に駐車した車内で、被害者から現金やキャッシュカードなどを奪った。その上で、被害者の顔面に粘着テープを31周にわたって巻きつけたり、頭部を数十回にわたり金槌で殴打するなどして殺害し、死体を岐阜県瑞浪市内の山林に遺棄した（闇サイト殺人事件）。
同事件で堀は営利略取・逮捕監禁・強盗殺人・死体遺棄・窃盗未遂の罪に問われた。1983年に最高裁が死刑適用基準（「永山基準」）を示して以降、殺害された被害者が1人の事件では死刑が適用される事例は限られていたが、名古屋地検は計画性の高さ・社会的影響の大きさ・犯行の残忍さなどを重視し、3被告人にいずれも死刑を求刑した。
第一審判決［2009年（平成21年）3月18日・名古屋地裁刑事第6部（近藤宏子裁判長）］で、共犯者1人とともに求刑通り死刑（ほか1人は無期懲役）を宣告された。名古屋地裁 (2009) は、「堀ら3人は、強い利欲目的と計画性を持って強盗殺人を実行した。闇サイトを通じて知り合った3人が通りがかりの市民の生命を残虐な手段で奪った本件は、模倣される危険性が高く、一般予防の見地からも刑事責任は誠に重い。（事件直後に自首した1人を除き）堀ら2被告人については、殺害された被害者が1人でも、極刑をもって臨むことはやむを得ない」と判示した。
しかし、控訴審判決［2011年（平成23年）4月12日・名古屋高裁刑事第2部（下山保男裁判長）］では、堀に死刑を適用した原判決は破棄（自判）され、堀は第一審で無期懲役を宣告されていた別の共犯者1人とともに無期懲役を宣告された。名古屋高裁 (2011) は、堀に重大な前科がない点や、殺害について共犯者の提案に応じた面（共犯者との役割に差がある点）などから「堀の犯罪性向は強いとはいえず、矯正可能性があると考えられる」と指摘した上で、「殺害された被害者が1人である本件で、死刑選択がやむを得ないと言えるほど他の量刑要素が悪質であるとは言い難い」と判示した。
名古屋高検は堀について、死刑を回避した控訴審判決を不服として「永山基準を示した判決や、光市母子殺害事件の判例に違反する」として、最高裁へ上告したが、最高裁第二小法廷（千葉勝美裁判長）は（堀が本事件の被疑者として逮捕される約1か月前の）2012年（平成24年）7月11日付で、控訴審判決を支持して検察官の上告を棄却する決定を出した。この決定により、堀は同月18日付で（闇サイト事件における）無期懲役刑が確定したが、2019年に本事件の刑事裁判で死刑が確定したため、この無期懲役刑の執行は停止されている。なお、闇サイト事件は守山事件とは異なり、本事件で堀が起訴された時点で既に判決（無期懲役）が確定していたため、「一事不再理」の原則により、本事件の審理の対象にはなっていない（後述）。

## 捜査
事件直後（1998年6月29日）、残された被害者夫婦の子供（長男もしくは次男）が名古屋市内の親類に「両親がいなくなった」と連絡。これを受けた親類が碧南警察署に家出人捜索願を出し、同署および愛知県警察捜査一課は「夫婦に家出する動機はなく、事件に巻き込まれた可能性がある」として捜査したが、同年7月4日に同県高浜市内の路上（先述）で夫婦の使っていた車（レクサス）が発見され、トランク内から男女2人の腐乱死体が発見された。これを受け、愛知県警捜査一課および碧南署は殺人・死体遺棄事件と断定し、特別捜査本部を設置。県警は当時から、「顔見知りによる犯行の疑いが強い」として、被害者である店長Xの交友関係などを中心に捜査していた。しかし、現場からは犯人特定につながるような指紋は検出されず、指紋や血液鑑定が主流だった当時の捜査は難航した。
しかし、妻Yは殺害される前、堀たちに酒や食事を提供しており、その時に堀たちが食べた枝豆の皮や皿などが現場に遺されていた。当時の捜査班は、将来のDNA型鑑定の可能性を見据え、それらの検体を冷凍保存していた。刑事訴訟法などの一部改正により、殺人罪などについて公訴時効が廃止・延長されたことをきっかけに、愛知県警は2011年4月、捜査一課に未解決の重要事件を専門に捜査する「特命捜査係」を設置。同係は発足直後から碧南事件に着目し、同事件の現場（被害者夫婦の家）に遺されていた各種検体に残っていた唾液からDNA型を検出。最新技術による再鑑定を実施したところ、堀のDNA型と酷似したDNA型の唾液が検出された。さらに、事件発生当時（1998年ごろ）の堀の交友関係を調べたところ、事件当時、堀の仕事仲間だったA（逮捕当時は別事件により服役中）の存在を割り出したほか、別の唾液からAのDNA型と酷似するDNA型を検出した。また、Aの供述などにより、事件現場に唾液が残っていなかったBについても関与が浮上した。
このため、愛知県警の特別捜査本部は2012年8月3日、闇サイト事件の無期懲役刑が確定して服役中だった堀（当時37歳）・A（当時36歳）・B（当時43歳）の3人を、本事件（強盗殺人事件）の被疑者として逮捕し、同月5日に強盗殺人容疑で送検した。その後、名古屋地方検察庁は同月24日に住居侵入罪・強盗殺人罪で3人を名古屋地方裁判所へ起訴した。
さらに、Aが任意の事情聴取の中で守山事件への関与を示唆し、「（守山事件で使った）紐やテープは堀が用意した」と供述。県警が調べたところ、実際に堀が事件前に同種の紐やテープを購入していたことが判明したほか、犯人しか知り得ない情報（犯行現場で移動したり壊されたりした物など）に関するAの証言と、当時の現場検証で記録された状況にも複数の一致点が見い出され、堀とAが守山事件の犯行に関与した疑いが強まった。
また、被害者の負傷の程度や首を絞められた痕、Aの「（堀が2回被害者の首を絞めたことで）被害者は死亡したと思った」という供述から、愛知県警は「堀は相当強い力で被害者の首を絞めており、被害者への殺意が認められる」と判断。捜査当時の強盗傷害容疑を強盗殺人未遂容疑に切り替え、2013年（平成25年）1月16日に堀とAを守山事件（強盗殺人未遂・住居侵入）の被疑者として再逮捕した。同月2月6日、名古屋地検は堀を強盗殺人未遂罪および住居侵入罪で、Aを強盗致傷罪などで追起訴した。

## 刑事裁判
刑事裁判では、3被告人の第一審の審理はいずれも、名古屋地方裁判所刑事第4部（裁判長：景山太郎／陪席裁判官：小野寺健太・石井美帆）にて、裁判員裁判で開かれた。起訴後、検察官と弁護人の主張の対立などにより、公判前整理手続は長期化し、最終起訴から初公判まで2年8か月と異例の長期間を要した。
なお、司法研修所 (2012) によれば、1970年度（昭和45年度）以降に判決が宣告され、1980年度（昭和55年度） - 2009年度（平成21年度）の30年間に死刑か無期懲役が確定した死刑求刑事件（罪状はいずれも殺人および強盗殺人）は、全346件である。このうち、被害者2人の強盗殺人事件（死刑求刑事件は全99件）では、65人（66％）に死刑が、34人（34％）に無期懲役が宣告されている。無期懲役を宣告された事件のうち、10人は事前に被害者の殺害までは計画していなかった事例だが、「犯行現場において強盗殺人の犯意が発生した類型」でも、計5件で死刑が適用されている。また、死刑が確定した事例のうち、5件は「当初から被害者2名の殺害を企図したわけではないが、状況に応じてちゅうちょすることなく二人目の被害者に対しても強盗殺人の犯意を生じる」などした事例で、「同一機会における犯行で、当初から2名に対する強盗殺人を有していた類型」（全21件）および「2回の機会における犯行で、そのそれぞれにおいて、当初から各被害者に対する強盗殺人の犯意を有していた類型」（全20件）に「準ずる類型」とされている。
また、「共犯事件において、他の共犯者に比べ関与の程度が低いとされて無期懲役が選択された事例」が9件ある。

### 堀の審理
2015年（平成27年）10月29日に堀の初公判が開かれ、堀はYの殺害に関して無罪を主張したほか、堀の弁護人もXに対する殺意を否認し、強盗致死罪の成立を主張した。その後、堀の公判は計15回にわたり開かれた。

#### 争点
堀は捜査段階で、Xの殺害について検察官に対し「Xの首にビニール紐を巻きつけて絞めた後、その一端をAかBに渡してそれぞれ引っ張り、Xが絶命するまで絞め続けた」と供述したが、公判では一転して「Xの目や口を塞ぐため、顔にバスタオルを掛けようと、バスタオルを両手で自分の肩幅くらいに広げ、Xの頭に振り下ろした。その際、自分の肘がXの背中に当たってXが転倒し、自分も覆いかぶさるように倒れた。Xが暴れたので、抵抗を抑えようとバスタオルを持った両手を交差させ、自分の手首の辺りをXの身体に当てて押さえ込んだが、自分が右手に持っていたバスタオルの一端を左方にいた共犯者（AまたはB）が受け取り、これを引っ張った。2, 3分するとXの力が一気に抜け、Xが死亡したことが分かった」と供述した。このように供述を変遷させた理由について、堀は「起訴後、弁護人から差し入れられた捜査記録を見ていた際、トランク内に入れた死体に掛かっていたバスタオルの写真を見て、記憶が喚起された」と主張したが、名古屋地裁 (2015) は「捜査段階では非常に具体的に『凶器は紐』と供述していたにも拘らず、もし本当はバスタオルだったのなら、そのようなことがあるまで記憶が喚起されなかったというのは不合理だ。堀らは犯行時に軍手などを嵌めたり、飲食時に使用した食器類を運び出すなど、現場に痕跡を残さないように工夫していたのに、殺害に用いたバスタオルを死体に掛けて放置することも不自然だ」と指摘し、堀の供述を「まったく信用できない」と退けた。
また、堀は公判および自著 (2019) で「自分がX宅を出ている間に、AがYを殺した」と主張しているが、Aは堀の公判で「『Bと一緒にYを殺しておいてくれ』と依頼された」という旨を供述している。
|               | 検察官の主張 | 堀および弁護人の主張 | A（検察官証人）の主張                                                  | 裁判所の判断 |
| ------------- | --- | --- | ---------------------------------------------------------------------- | --- |
| Y殺害について | 堀が2人に殺害を依頼しており、強盗殺人の共謀が認められる Yの殺害を共犯に担わせただけに過ぎない | 堀は一切関与しておらず、X宅を出ている間にAがYを殺害した（Y殺害は無罪） 殺害は強盗の機会に行われたものでもなく、窃盗罪にとどまる | 堀から「車を取りに外出している間に殺しておいてくれ」と頼まれて絞殺した | 堀は強盗計画を立案して共犯者を誘い入れ、一連の犯行を主導したほか、Yの死後に現場を物色するなど、殺害が想定外ではなかったことを窺わせるような行動を取っている。 また、長時間X宅に居座ったことでYに顔・体格などの特徴を把握されたため、3人全員にYを殺害する動機があった。 Aの供述は、仮に真実であれば、（堀とAおよびBの）共謀の事実をより顕著に示すものであるが、Aの供述は自らの責任を軽減させようとする意図が否定できず、高い信用性は認められない。しかし、司法解剖の結果（死因：窒息死）と、Aの「Yの首に紐を巻き付け、Bとともに両端を引っ張り合って殺害した」という供述から、少なくとも（Bが実行に加担したか否かはさておき）、Aが紐状の物でYの首を絞めて殺害したことは認定できる。 犯行を主導した堀の与り知らぬところでYが殺害されたとは考えにくく、金品を奪うことを想定した上で行動していた点などから、堀はいったんX宅を出るまでの間に、AまたはBと話し合うなどして、Yの殺害を了承していた（＝Yの殺害について共謀があった）と認められる。 |
| X殺害について | 堀が背後からいきなりロープで首を絞め、共犯が加勢した（強盗殺人罪が成立する） 殺害の計画性は認められないが、「Yの殺害がいずれ発覚する以上、Xだけ生かすわけにはいかない」と考え、Xを殺害した。殺害を計画していたに等しい | パチンコ店の情報（売上金の場所など）を聞き出すのが目的で、誰も殺す気はなかった 揉み合っているうちに、顔にかぶせたバスタオルの端を共犯が強く引っ張り、（首が絞まって）死亡した（強盗致死罪の成立にとどまる） | 堀が1人でXに馬乗りになって絞殺した。自分は堀の後ろから見ていた         | 人を窒息死させるには、気道・頸動脈を閉塞させるような強い力で3分以上首を絞め続ける必要があり、堀の供述するような姿勢でそのようなことが起こることはありえない。 捜査段階で当時8歳の長男が「父Xは1人の男に羽交い締めにされ、もう1人の大き目の体格の男が馬乗りになっていた」と証言した点、Aが「堀がXに馬乗りになっていた」と証言した点、堀自身が「首を絞め続けた」と供述していることなどから見れば、（Y殺害がXに露見することを防ぐためにも）堀がXの首を絞めたことは間違いないと言える。 |
| Z襲撃について | 堀あるいはAが単独、もしくは2人でZの首を絞めて殺害しようとした | - （弁護人）Zの首を絞めようとしたのはAで、堀はそれを止めようとした。殺意はなく、強盗致傷罪にとどまる - （堀）自分がいったんAと被害者から目を離し、リビングダイニングでインターホンを壊そうとしていたところ、寝室から「バタン」という音が聞こえたので、様子を見ると、Aが被害者に馬乗りになって首を絞めていたので、何度もやめるよう言った | 堀から車を取ってくるよう言われ、戻ったら堀がZの首を絞めていた          | Zは3 - 5分程度にわたり、強く首を絞められており、これは殺人の実行行為に当たる。首を絞めたのが誰なのかは特定できないが、堀の供述は、客観的証拠（自身の近くで被害者がAに首を絞められ続けていたこと）と一致せず、堀が事件後に証拠隠滅を図るなどしていたことなどを併せれば、信用できない。仮にAが1人で被害者の首を絞め続けていたとしても、3 - 5分間にわたり、堀はあえてそれを制止しなかったことなどから考えれば、堀には強盗殺人罪の成立が認められる。 |

また、守山事件について検察官は、事実認定に関する中間論告後の2015年11月27日、名古屋地裁の勧告を受けて以下のように、予備的な訴因を追加する訴因変更を行った（訴因変更で下線部分を追加、打ち消し線部分を削除）。このため、後に開かれたAの公判でも、守山事件については起訴当初の罪状（強盗致傷罪）から強盗殺人未遂罪への訴因変更が行われたが、Aへの判決では強盗致傷罪が認定された。
12月4日の論告求刑公判で、検察官は堀に死刑を求刑。同日の最終弁論で弁護人は死刑回避（無期懲役の適用）を求め、結審した。

#### 死刑判決
2015年12月15日に判決公判が開かれ、名古屋地裁刑事第4部（景山太郎裁判長）は求刑通り、被告人・堀慶末に死刑を言い渡した。名古屋地裁 (2015) は、堀と共犯者との間の共謀の成立や、堀の被害者3人に対する殺意の成立をいずれも認定した上で、量刑理由では本事件について、「2人の生命を奪った結果は極めて重大だ。堀は本事件では、強盗はともかく、殺害までは当初から計画していたとまではいえないが、犯行の遂行・発覚防止のため、事態の推移に応じて次々と夫婦2人を殺害し、当初の強盗計画を遂行した（殺害行為は偶発的なものではない）。このような行動には、生命軽視の態度が顕著に現れており、殺害の計画性がなかったことは、必ずしも死刑を回避すべき決定的な事情とは言えない」と指摘した。また、守山事件についても「殺意は強固で、非力な高齢女性に対する卑劣な犯行だ。犯行を持ちかけたのが堀かAかはさておき、堀が金銭を得るために強盗に及んだことは明らかで、犯行の遂行と発覚防止のために被害者Zを殺害しようとしたことも利欲的で身勝手極まりなく、酌量の余地はない。殺害の計画性があったとまでは言えないが、本事件で夫婦を殺害した堀らにとって、同様に民家に押し入る強盗を行えば、被害者の殺害に及ぶような事態が起こりえることは容易に想像できたにも拘らず、堀はZ宅を犯行場所に選んで再び強盗におよんだ。このような人命軽視の態度には、最も強い非難が向けられるべきである」と指摘。その上で、「現時点でも被害者を殺害した（しようとした）事実を否認し、客観的事実に反する不合理な弁解をしており、いまだ自分の罪に向き合わず、反省が深まっていないことを鑑みれば、死刑の選択を躊躇する事情はない」と結論づけた。東海3県で裁判員裁判によって死刑判決が言い渡された事例は、同年に同じ名古屋地裁で言い渡された蟹江一家3人殺傷事件の第一審判決以来、2件目だった。
堀の弁護人は判決を不服として翌日（12月16日）に名古屋高等裁判所へ控訴し、控訴審でも共犯者との共謀を否定したが、2016年（平成28年）11月8日に名古屋高裁刑事第1部（山口裕之裁判長）で控訴棄却の判決を言い渡された。
堀と弁護人は同日付で最高裁判所へ上告し、弁護人は上告審でも共犯者との共謀を否定したが、2019年（令和元年）7月19日に最高裁第二小法廷（山本庸幸裁判長）で上告棄却の判決を言い渡された。そして、同年8月7日付の同小法廷決定により、この上告審判決に対する訂正申立を棄却されたため、死刑が確定した。
2020年（令和2年）9月27日時点で、堀慶末（現在50歳）は死刑囚として名古屋拘置所に収監されている。

##### 闇サイト事件の扱いについて
なお、日本国憲法第39条は「同一の犯罪について、重ねて刑事上の責任を問はれない。」として、「二重処罰の禁止」を明文化している。
ただし、最高裁大法廷は1966年（昭和41年）7月13日に、窃盗事件の上告審判決で「いわゆる余罪について、単に被告人の性格、経歴および犯罪の動機、目的、方法等の情状を推知するための資料として考慮することは、憲法に違反しない」と判断している［参照：昭和40年(あ)第878号］。このため、丸山雅夫（南山大学法科大学院教授・刑事法）は、「本事件の公判で、検察は情状面に関する主張で闇サイト事件について言及する可能性もある」と指摘していたが、第一審で検察官は闇サイト事件については言及せず、第一審・控訴審判決のいずれも、闇サイト事件についての言及はなかった。しかし、検察官は上告審の弁論（2019年6月14日）で、「碧南事件（本事件）と闇サイト事件が同時に審理されれば死刑判決が想定されるにもかかわらず、審理の順序で死刑回避となれば正義に反する」と述べている。

### 共犯者Aの審理
共犯者A（本事件・守山事件）の公判は2016年1月7日の初公判以降、計11回にわたり開かれた。公判で、Aの弁護人は「夫婦宅の金を奪うことは計画しておらず、『堀にバカにされたくない』と虚勢を張ってYを殺害した（Y殺害は強盗目的ではない）。Xの殺害には関与していない」と主張したほか、守山事件については「本事件（碧南事件）の取り調べ初日に犯行を申告しており、自首が成立する」と主張した上で、「Zの首を絞めたのは堀で、Aは堀から『首を絞めるのを代わってくれ』と頼まれ、首を絞めるふりをしただけで、殺意および殺害の共謀はなかった」と主張した。一方、検察官は同年1月25日の公判で「Aの刑事責任は堀とわずかな差しかない」として、被告人Aに死刑を求刑した。
しかし、2016年2月5日の判決公判で、名古屋地裁刑事第4部（景山太郎裁判長）は、被告人Aに無期懲役を宣告した。名古屋地裁 (2016) は、Yへの殺害について「強盗を行う意図があり、強盗殺人罪が成立する」、Xの殺害についても「堀がXを絞殺する際、Xの身体を押さえたと認められる」とそれぞれ認定。一方で、守山事件については、「被害者Zの供述は事件直後から一貫しており、信用性が高いが、Zはその中で、Aが自分の求めに応じて目のガムテープを外したり、『ごめん』と謝ったりするなど、殺害と結びつきにくい行動も取っていた旨を述べている」と指摘した上で、「Aの行為は、弁護人が主張するようにZの首を絞めるふりをしただけと認められる。その意図はともかく、結果的にZへの殺意を有していた堀を欺き、さらなる殺害行為を阻止することで、Zが一命をとりとめたことに貢献した可能性もあるため、この行為をもって殺害の共謀を認定することはできない」として、「Zへの殺意、およびZに対する殺害の共謀は認められず、堀との共謀は強盗の犯意にとどまる」と認定した。そして、量刑の理由については「夫婦への殺害行為は堀が主に実行したり、堀がAに命じて行わせたものだ。Aは夫婦殺害で重要な役割を果たしたが、殺害の計画性は認められず、関与は従属的である。後の守山事件ではZへの殺意を有していなかったこと、同事件で自首し、事件の解明に相当程度寄与するなどした点を考慮すれば、死刑を選択することが真にやむを得ないとまでは認められない」と結論づけた。
名古屋地検は控訴を断念し、Aおよび弁護人も控訴期限（2016年2月19日）までに控訴しなかったため、無期懲役が確定した。

### 共犯者Bの審理
共犯者B（本事件のみ）の公判は2016年2月16日から開かれ、弁護人は「BはY殺害の現場にはおらず、Xの殺害にも関与していない」と無罪を主張したほか、被告人Bは被害者に対し「申し訳なく思う」と発言した一方、事件に関する質問については黙秘した。一方、検察官は同年3月16日の公判で、「死刑を求刑された共犯（堀およびA）に比べ、関与の度合いが相対的に低い。軽度の知的障害が意思決定に影響している可能性もあるが、2人の命を奪った結果は非常に重い」として、被告人Bに無期懲役を求刑した。一方、弁護人は同月17日の公判（最終弁論）で、「Bは軽度の知的障害があり、計画への関与も従属的だ。Y殺害には関与していない（仮に関与していたとしても共犯の指示に従っただけ）上、X殺害もただ見ていただけだ。無罪を主張するが、仮に有罪だとしても懲役10年が相当だ」と主張した。
2016年3月25日の判決公判で、名古屋地裁刑事第4部（景山太郎裁判長）は求刑通り、被告人Bに無期懲役を宣告した。名古屋地裁 (2016) は、Bが逮捕直後の取り調べで、犯行経緯・状況について説明した際、自ら具体的な状況を交えつつ、「Yの首に巻いた紐を引っ張って殺害したのは自分とAだ」とほぼ一貫して述べた点や、Aも同様に「堀が不在の間、自分とBがYの首にロープを巻き付け、両端を引っ張りあって絞殺した」という供述をしていることなどを踏まえ、「BはYの殺害を実行したと認められる」と認定し、Xの殺害についても、事件を目撃した長男の「1人の男（＝堀）が馬乗りになり、ピンクの手袋を嵌めていた男（＝B）はもう1人（＝A）とともに父の腕などを押さえていた」という証言や、捜査段階でB自身が「自分もXの足か腰を押さえた」という供述などを踏まえ、「BはXを殺害する際、体を押さえたと認められる。それを抜きにしても、堀やAがXを殺害するのを知っていながら止めなかった以上、共謀した事実が認められる」と認定した。また、「事件現場に向かう途中、Bは1時間以上にわたり、堀やAを自分の車（クラウン）に乗せていたが、堀やAは車内で犯行計画について話し合っていた。Bだけがそれを知らないことは当然考え難く、現にBはX宅に侵入後、子供たちを監視したほか、夫婦を殺害した後、堀ら2人とともにXが店長を務めていたパチンコ店に向かい、奪った金品を2人と等分したり、堀が見つけた金庫をともに持ち出すなどしていたため、強盗についても共謀が成立する」と認定。そして、量刑理由で「殺害の計画性が認められないことや、Bの関与は堀やAに比べて従属的であり、軽度知的障害が犯行に関与する意思決定に影響した可能性があることなどを考慮すると、死刑を選択することが真にやむを得ないとまでは言えない。弁護人は『守山事件で強盗致傷罪にも問われたAに比べ、犯情は軽い』と主張するが、本件のみでも基本的に無期懲役が相当で、酌量減軽の余地はない」と結論づけた。
Bの弁護人は名古屋高裁へ控訴し、控訴審でも改めて無罪を主張したが、名古屋高裁刑事第2部（村山浩昭裁判長）は同年12月19日に控訴棄却の判決（第一審判決を支持）を言い渡した。弁護人は翌日（12月20日）に最高裁へ上告したが、最高裁第一小法廷（小池裕裁判長）から2018年（平成30年）6月20日付で上告棄却の決定が出されたため、無期懲役が確定した。

## 被害者遺児のその後
被害者夫婦 (X・Y) の息子2人（当時8歳の長男・同6歳の次男）は事件後、母方のおばに引き取られ、愛知県内の数か所で暮らした後、次男が小学校3年生のころに別の地方に移った。しかし、2人の未成年後見人として夫婦の遺産（約6,000万円）を管理していたおばは、遺産を使い込み、2011年（平成23年）1月に破産して行方を眩ました。一方、次男（2012年時点で20歳）は事件のことを知って以降、精神的に不安定になり、入学した高校を3か月で中退して暴走族に入るなど、生活が荒れた時期もあったが、建築関係の仕事に就職。2011年春に結婚し、1人息子（被害者夫婦の孫）が誕生している。その後、2人（2015年12月15日時点で長男は25歳・次男は24歳）は被害者参加制度を利用し、本事件の審理に参加した。